# Uruguayaans voetbalelftal in 1982
Het Uruguayaans voetbalelftal speelde in totaal vier officiële interlands in het jaar 1982, alle tijdens het vriendschappelijke toernooi om de Nehru Cup in India. Bij dat toernooi speelde de selectie ook nog twee officieuze duels. De ploeg stond onder leiding van bondscoach Omar Borrás.

## Balans
| Wedstrijden | Wedstrijden | Wedstrijden | Wedstrijden | Doelpunten | Doelpunten | Doelpunten | Punten |
| Gespeeld    | Winst       | Gelijk      | Verlies     | Voor       | Tegen      | Saldo      | Punten |
| ----------- | ----------- | ----------- | ----------- | ---------- | ---------- | ---------- | ------ |
| 4           | 2           | 2           | 0           | 7          | 3          | +4         | 1.500  |

## Interlands
|                                                |                                    |       |                                           |                                                                        |
| 20 februari Nehru Cup № 466 «onderlinge duels» | Zuid-Korea                         | 2 – 2 | Uruguay                                   | Eden Gardens, Calcutta Toeschouwers: onbekend Scheidsrechter: onbekend |
| 20 februari Nehru Cup № 466 «onderlinge duels» | Chung Hae-Won 3' Jang Oi-Ryong 15' |       | 48' (pen.) Venancio Ramos 65' Amaro Nadal | Eden Gardens, Calcutta Toeschouwers: onbekend Scheidsrechter: onbekend |

|                                                |       |       |         |                                                                        |
| 22 februari Nehru Cup № 467 «onderlinge duels» | China | 0 – 0 | Uruguay | Eden Gardens, Calcutta Toeschouwers: onbekend Scheidsrechter: onbekend |
| 22 februari Nehru Cup № 467 «onderlinge duels» |       |       |         | Eden Gardens, Calcutta Toeschouwers: onbekend Scheidsrechter: onbekend |

|                                                |                        |       |                                                          |                                                                        |
| 25 februari Nehru Cup № 468 «onderlinge duels» | India                  | 1 – 3 | Uruguay                                                  | Eden Gardens, Calcutta Toeschouwers: onbekend Scheidsrechter: onbekend |
| 25 februari Nehru Cup № 468 «onderlinge duels» | Manas Bhattacharya 35' |       | 8' Jorge da Silva 23' Jorge da Silva 70' Mario Saralegui | Eden Gardens, Calcutta Toeschouwers: onbekend Scheidsrechter: onbekend |

|                                            |       |                                    |         |                                                                        |
| 4 maart Nehru Cup № 469 «onderlinge duels» | China | 0 – 2                              | Uruguay | Eden Gardens, Calcutta Toeschouwers: onbekend Scheidsrechter: onbekend |
| 4 maart Nehru Cup № 469 «onderlinge duels» |       | 23' Jorge da Silva 84' Amaro Nadal |         | Eden Gardens, Calcutta Toeschouwers: onbekend Scheidsrechter: onbekend |

## Statistieken
| Rodolfo Rodríguez   | 1956-01-20 | Club Nacional        | 4 | 0 | 0 | 47 | 0 |
| Verdediging         |            |                      |   |   |   |    |   |
| Washington González | 1955-12-06 | Club Nacional        | 4 | 0 | 0 | 17 | 0 |
| Néstor Montelongo   | 1955-02-20 | Peñarol              | 4 | 0 | 0 | 5  | 0 |
| José Luis Russo     | 1958-07-14 | Defensor Sporting    | 4 | 0 | 0 | 8  | 0 |
| José Luis Ferrari   |            | CA Bella Vista       | 4 | 0 | 0 | 4  | 0 |
| Middenveld          |            |                      |   |   |   |    |   |
| Enzo Francescoli    | 1961-11-12 | Montevideo Wanderers | 4 | 0 | 0 | 4  | 0 |
| Nelson Agresta      | 1955-06-30 | River Plate FC       | 4 | 0 | 0 | 19 | 1 |
| Jorge Barrios       | 1961-01-24 | Montevideo Wanderers | 4 | 0 | 0 | 17 | 1 |
| Mario Saralegui     | 1959-04-24 | Peñarol              | 0 | 4 | 1 | 8  | 1 |
| Julio Franco        |            | Vlag van Uruguay     | 0 | 1 | 0 | 1  | 0 |
| Aanval              |            |                      |   |   |   |    |   |
| Jorge da Silva      | 1961-12-11 | Real Valladolid      | 4 | 0 | 3 | 4  | 3 |
| Amaro Nadal         | 1958-03-16 | CA Bella Vista       | 4 | 0 | 2 | 4  | 2 |
| Venancio Ramos      | 1959-06-20 | Peñarol              | 4 | 0 | 1 | 19 | 3 |
| Carlos Aguilera     | 1964-09-21 | River Plate FC       | 0 | 3 | 0 | 3  | 0 |

AUF · A-internationals · Selecties · Bondscoaches · Uruguayaans vrouwenelftal · Olympisch elftal · Uruguay U21 · Uruguay U20 · Uruguay U19 · Uruguay U18 · Uruguay U17
1900 – 1909 ·
1910 – 1919 ·
1920 – 1929 ·
1930 – 1939 ·
1940 – 1949 ·
1950 – 1959 ·
1960 – 1969 ·
1970 – 1979 ·
1980 – 1989 ·
1990 – 1999 ·
2000 – 2009 ·
2010 – 2019 ·
2020 – 2029
WK 1930 · 
WK 1950 · 
WK 1954 · 
WK 1962 · 
WK 1966 · 
WK 1970 ·
WK 1974 · 
WK 1986 · 
WK 1990 · 
WK 2002 · 
WK 2010 · 
WK 2014 · 
WK 2018
OS 1924 · 
OS 1928 ·
OS 2012
1902 · 
1903 · 
1904 · 
1905 · 
1906 · 
1907 · 
1908 · 
1909 ·
1910 · 
1911 · 
1912 · 
1913 · 
1914 · 
1915 · 
1916 · 
1917 · 
1918 · 
1919 ·
1920 · 
1921 · 
1922 · 
1923 · 
1924 · 
1925 · 
1926 · 
1927 · 
1928 · 
1929 ·
1930 · 
1931 · 
1932 · 
1933 · 
1934 · 
1935 · 
1936 · 
1937 · 
1938 · 
1939 ·
1940 · 
1941 · 
1942 · 
1943 · 
1944 · 
1945 · 
1946 · 
1947 · 
1948 · 
1949 ·
1950 · 
1951 · 
1952 · 
1953 · 
1954 · 
1955 · 
1956 · 
1957 · 
1958 · 
1959 ·
1960 · 
1961 · 
1962 · 
1963 · 
1964 · 
1965 · 
1966 · 
1967 · 
1968 · 
1969 ·
1970 · 
1971 · 
1972 · 
1973 · 
1974 · 
1975 · 
1976 · 
1977 · 
1978 · 
1979 ·
1980 · 
1981 · 
1982 · 
1983 · 
1984 · 
1985 · 
1986 · 
1987 · 
1988 · 
1989 ·
1990 ·
1991 · 
1992 · 
1993 · 
1994 · 
1995 · 
1996 · 
1997 · 
1998 · 
1999 · 
2000 · 
2001 · 
2002 · 
2003 · 
2004 · 
2005 · 
2006 · 
2007 · 
2008 · 
2009 · 
2010 · 
2011 · 
2012 · 
2013 · 
2014 · 
2015 · 
2016 ·
2017 ·
2018 ·
2019 ·
2020 ·
2021 ·
2022 ·
2023 ·
2024
Algerije ·
Angola ·
Argentinië ·
Australië ·
België ·
Bolivia ·
Brazilië ·
Bulgarije ·
Canada ·
Chili ·
China ·
Colombia ·
Costa Rica ·
Cuba ·
DDR ·
Denemarken ·
Duitsland ·
Ecuador ·
Egypte ·
Engeland ·
Estland ·
 Finland ·
Frankrijk ·
Georgië ·
Ghana ·
Guatemala ·
Haïti ·
Honduras ·
Hongarije ·
Ierland ·
India ·
Indonesië ·
Irak ·
Iran ·
Israël ·
Italië ·
Ivoorkust ·
Jamaica ·
Japan ·
Joegoslavië ·
Jordanië ·
Libië ·
Luxemburg ·
Maleisië ·
Mexico ·
Marokko ·
Nederland ·
Nicaragua ·
Nieuw-Zeeland ·
Nigeria ·
Noord-Ierland ·
Noorwegen ·
Oekraïne ·
Oezbekistan ·
Oman ·
Oostenrijk ·
Panama ·
Paraguay ·
Peru ·
Polen ·
Portugal ·
Roemenië ·
Rusland ·
Saarland ·
Saoedi-Arabië ·
Schotland ·
Senegal ·
Servië & Montenegro ·
Singapore ·
Slovenië ·
Sovjet-Unie ·
Spanje ·
Tahiti ·
Thailand ·
Trinidad en Tobago · 
Tsjechië ·
Tsjecho-Slowakije ·
Tunesië · 
Turkije ·
Venezuela ·
Verenigde Arabische Emiraten ·
Verenigde Staten ·
Wales ·
Zuid-Afrika ·
Zuid-Korea ·
Zweden ·
Zwitserland
Argentinië (1986) ·
België (1990) ·
Brazilië (1950) · 
Colombia (2014) ·
Costa Rica (2014) ·
Denemarken (1986) ·
Denemarken (2002) ·
Duitsland (2010) ·
Egypte (2018) ·
Engeland (2014) ·
Frankrijk (2002) ·
Frankrijk (2010) ·
Frankrijk (2018) ·
Ghana (2010) ·
Italië (1990) ·
Italië (2014) ·
Mexico (2010) ·
Nederland (1974) ·
Nederland (2010) ·
Portugal (2018) ·
Rusland (2018) ·
Saoedi-Arabië (2018) ·
Schotland (1986) ·
Senegal (2002) ·
Spanje (1990) ·
West-Duitsland (1986) ·
Zuid-Afrika (2010) ·
Zuid-Korea (1990) ·
Zuid-Korea (2010)